# Квятковская, Татьяна Александровна
Квятковская Татьяна Александровна (род. 4 июля 1952, Кривой Рог, Днепропетровская область) — советский и украинский учёный в области медицины, доктор медицинских наук, профессор кафедры урологии, оперативной хирургии и топографической анатомии Днепропетровской медицинской академии.

## Биография
Квятковская (Черненко) Татьяна Александровна родилась 4 июля 1952 года в городе Кривой Рог Днепропетровской области. Отец — Черненко Александр Романович.
В 1975 году окончила Днепропетровский медицинский институт с отличием. С 1975 года работала ассистентом, доцентом, профессором кафедры оперативной хирургии и топографической анатомии Днепропетровского медицинского института, профессором кафедры урологии, оперативной хирургии и топографической анатомии Днепропетровской медицинской академии. В 1981 году защитила кандидатскую диссертацию на тему «Морфологическое и функциональное состояние почек и верхних мочевых путей после уретероцистонеостомии», в 1990 году — докторскую диссертацию «Клинико-экспериментальное обоснование патогенетического лечения нарушений уродинамики верхних мочевых путей».

## Научная деятельность
Научные исследования посвящены изучению морфологических аспектов и патогенеза заболеваний органов мочеполовой системы, разработке патогенетических и хирургических способов лечения, исследованию возможностей современных способов диагностики заболеваний мочевых органов (ультразвуковая допплерометрия мочеточниково-пузырных выбросов, артериальных и венозных сосудов почки всех уровней), разработке и исследованию новых диагностических систем (урофлоуметр, уродинамическая система, разработчик А. Е. Квятковский).
- На основе методов сканирующей и трансмиссионной электронной микроскопии, электрофизиологии, биомеханики, рентгеноструктурного анализа, урорентгенокинематографии описала особенности спирального хода мышечных слоев почечной лоханки и мочеточника и предложила усовершенствованную модель их сократительной функции, разработала способ отведения биопотенциалов от почечной лоханки в эксперименте, исследовала пейсмекерную функцию почечной лоханки, закономерность распространения биоэлектрических потенциалов от почечных чашечек до мочевого пузыря и исследовала морфологический субстрат автоматизма верхних мочевых путей. Разработала способ импедансной уретерографии для исследования перемещения болюса мочи в мочеточнике, разработала и исследовала в эксперименте на животных искусственный имплантированный пейсмекер верхних мочевых путей, способ уретероцистонеостомии. Исследовала биомеханические свойства мочеточников.
- Применила электроимпульсную стимуляцию верхних мочевых путей высокочастотными модулированными токами у больных при уретерогидронефрозе и после реконструктивных операций с лечебно-диагностической целью.
- Впервые на Украине с соавторами (Квятковский Е. А., Куцяк Т. Л.) исследовала и внедрила в практику ультразвуковую допплерометрию мочеточниково-пузырных выбросов, впервые применила комплексное ультразвуковое исследование почечных артерий, вен, их разветвлений и мочеточниково-пузырных выбросов как важного неинвазивного метода оценки уродинамики верхних мочевых путей и функции почек, на основе которого разработала алгоритмы ультразвуковой диагностики острых и хронических обструктивных уропатий и пиелонефрита. Предложила допплерометрические индексы для ультразвуковой оценки венозного кровотока в почках.
- Впервые провела морфологические исследования влияния на яичко склеротерапии как малоинвазивного способа лечения гидроцеле в сравнении с оперативными способами лечения; исследовала роль гидатиды яичка в патогенезе гидроцеле. Впервые с помощью сканирующей электронной микроскопии выявила стоматы в париетальной пластинке влагалищной оболочки яичка.
- Описала общие закономерности и особенности строения микрорельефа фиброзных капсул различных паренхиматозных органов и кавернозных тел относительно их биомеханических нагрузок.
- Вместе с кандидатом медицинских наук, врачом-урологом Евгением Аркадьевичем Квятковским, который первым на Украине применил и обобщил в литературе использование ультразвуковой диагностики заболеваний почек на амбулаторном приёме уролога (1985, 1986), занимается уродинамическими исследованиями нижних мочевых путей и внедрением уродинамической техники, разработанной Александром Евгеньевичем Квятковским.

### Научные достижения
Автор более 300 научных публикаций, 6 монографий, 3 информационных письма, 6 изобретений, 34 учебных и учебно-методических пособий по вопросам клинической и экспериментальной урологии, ультразвуковой диагностики, оперативной хирургии и топографической анатомии, разработки и исследования новых урологических диагностических систем.
Основные научные труды:
- Квятковська Т. О. Хірургічний інструментарій: Навчальний посібник / Дніпропетровськ: Арт-Прес, 2002. — 56 с.
- Квятковский Е. А., Квятковская Т. А. Ультрасонография и допплерография в диагностике заболеваний почек / Днепропетровск: Новая идеология,  2005. — 318 с.
- Квятковская Т. А. Строение и функция верхних мочевых путей / Днепропетровск: Днепр-VAL, 2009. — 416 с.
- Квятковская Т. А., Квятковский Е. А. Гидроцеле / Днепропетровск: Герда, 2014. — 196 с.
- Квятковская Т. А., Квятковский Е. А., Квятковский А. Е. Урофлоуметрия: монография / Днепр: Лира, 2019. — 276 с.
- Эндопротезирование тазобедренного сустава / Под ред. проф. А. Е. Лоскутова. — Д.: Лира, 2010. — 344 с.
- Квятковська Т.О, Фролов О. А., Короленко Г. С. Структурні зміни оболонок яєчка при гідроцеле // Морфологія. — 2007. — Т. 1, № 1. — С. 76—80.
- Квятковская Т. А. Ультраструктурная организация клеток мышечной оболочки верхних мочевых путей в норме и при уретерогидронефрозе // Урологія. — 2010. — № 1. — С. 13—19.
- Квятковская Т. А., Квятковский А. Е., Квятковский Е. А. Значение параметров урофлоуметрии при обследовании больных с доброкачественной гиперплазией предстательной железы в различных возрастных группах // Урологія. — 2012, № 1. — С. 34—41. (недоступная ссылка)
- Квятковская Т. А., Квятковский Е. А. Состояние уродинамики нижних мочевых путей при циститах у женщин по данным урофлоуметрии // Урологія. — 2015. — № 3. — С. 99—103.
- Квятковская Т. А., Квятковский Е. А. Состояние уродинамики нижних мочевых путей по данным урофлоуметрии в различные сроки нормально протекающей беременности // Урологія. — 2016. — № 2. — С. 14—17.
- Квятковский А. Е., Квятковский Е. А., Квятковская Т. А. Автоматическая классификация результатов урофлоуметрии методом машинного обучения // Урологія. — 2019. — № 3. — С. 282—283.